# Lancer du poids masculin aux championnats du monde d'athlétisme 2015
Pour un article plus général, voir Championnats du monde d'athlétisme 2015.
Navigation
Moscou 2013 Londres 2017
L'épreuve du lancer du poids masculin des championnats du monde de 2015 s'est déroulée le 23 août 2015 dans le Stade national, le stade olympique de Pékin, en Chine. Elle est remportée par l'Américain Joe Kovacs.

## Records et performances

### Records
Les records du lancer du poids hommes (mondial, des championnats et par continent) étaient avant les championnats 2015 les suivants.
| Record du monde           | Randy Barnes                 | États-Unis         | 23,12 m | Los Angeles | 20 mai 1990     |
| Record des championnats   | Werner Günthör               | Suisse             | 22,23 m | Rome        | 29 août 1987    |
| Record d'Afrique          | Janus Robberts               | Afrique du Sud     | 21,97 m | Eugene      | 2 juin 2001     |
| Record d'Asie             | Sultan Abdulmajeed Alhabashi | Arabie saoudite    | 21,13 m | Doha        | 8 mai 2009      |
| Record d'Amérique du Nord | Randy Barnes                 | États-Unis         | 23,12 m | Los Angeles | 20 mai 1990     |
| Record d'Amérique du Sud  | Germán Lauro                 | Argentine          | 21,26 m | Doha        | 10 mai 2013     |
| Record d'Europe           | Ulf Timmermann               | Allemagne de l'Est | 23,06 m | La Canée    | 22 mai 1988     |
| Record d'Océanie          | Tomas Walsh                  | Australie          | 21,50 m | Mutterstadt | 25 juillet 2015 |

### Meilleures performances de l'année 2015
Les dix lanceurs de poids les plus performants de l'année sont, avant les championnats, les suivants (plein air). 
| 1  | Joe Kovacs         | États-Unis       | 22,56 m | Monaco          | 17 juillet 2015 |
| 2  | David Storl        | Allemagne        | 22,20 m | Lausanne        | 9 juillet 2015  |
| 3  | O'Dayne Richards   | Jamaïque         | 21,69 m | Toronto         | 21 juillet 2015 |
| 4  | Christian Cantwell | États-Unis       | 21,64 m | Eugene          | 28 juin 2015    |
| 5  | Asmir Kolašinac    | Serbie           | 21,58 m | Belgrade        | 27 juin 2015    |
| 6  | Tomas Walsh        | Nouvelle-Zélande | 21,50 m | Mutterstadt     | 25 juillet 2015 |
| 7  | Jordan Clarke      | États-Unis       | 21,49 m | Eugene          | 28 juin 2015    |
| 8  | Ryan Whiting       | États-Unis       | 21,37 m | Eugene          | 29 mai 2015     |
| 9  | Thomas Schmitt     | Allemagne        | 21,35 m | Übach-Palenberg | 21 mars 2015    |
| 10 | Reese Hoffa        | États-Unis       | 21,30 m | Doha            | 15 mai 2015     |

## Engagés
Pour se qualifier, il faut avoir réalisé au moins 20,45 m entre le 1er octobre 2014 et le 10 août 2015.
Le champion du monde en titre et le vainqueur de la Ligue de diamant 2014 bénéficient d'une wild card, tandis que les champions continentaux en titre sont également qualifiés, la décision finale d'aligner l'athlète relevant de la fédération nationale concernée.

### Favoris
L'Américain Joe Kovacs détient quatre des cinq meilleures performances mondiales de l'année. Le 17 juillet 2015, il bat son record personnel avec 22,56 mètres. L'Allemand David Storl, double champion du monde en titre, arrive lui aussi aux championnats en ayant établi son record personnel en 2015. C'était le 9 juillet à Lausanne avec 22,20 mètres. À eux deux, ils détiennent les onze meilleures performances 2015 avant les championnats. Bien que Storl ait une marque plus faible que Kovacs, il a remporté 10 de ses 11 confrontations face à l'Américain. Derrière ce duo, si leur performances étaient en dessous de leur valeur, la surprise pourrait venir de l'ancien champion du monde 2009, Christian Cantwell, qui reste placé à 34 ans grâce à ses 21,64 mètres en juin 2015. Le Jamaïcain O'Dayne Richards a battu le record de Jamaïque le 21 juillet 2015 avec 21,69 mètres. Face à des athlètes en progression, le doyen de la compétition, l'Américain de 37 ans Reese Hoffa, a cinq championnats du monde d'expérience derrière lui et est le vainqueur de la ligue de diamant 2014.

## Faits marquants
Comme attendu, les favoris Joe Kovacs et David Storl se disputent la première place. L'Américain Kovacs prend la tête du concours au premier tour avec 21,23 mètres, puis l'Allemand réplique à son deuxième essai et dépasse Kovacs pour 23 centimètres. Cependant au troisième essai, le Jamaïcain O'Dayne Richards surprend le duo en égalant son propre record de Jamaïque (21,69 mètres) obtenu un mois plus tôt et prend la tête du concours. Kovacs sort même temporairement du podium lorsqu'au tour suivant le Néo-Zélandais Tomas Walsh prend la deuxième place en battant le record d'Océanie avec 21,58 mètres. L'Américain réplique dans le même tour, puis dans le cinquième pour porter sa marque finale à 21,93 mètres et remporter la médaille d'or. Derrière, c'est Storl qui prend la deuxième place grâce à son cinquième essai et ses 21,74 mètres.

## Médaillés
| Or         | Argent      | Bronze           |
| Joe Kovacs | David Storl | O'Dayne Richards |

## Résultats

### Finale
| Rang               | Athlète            | Pays             | Essais  | Essais  | Essais  | Essais  | Essais  | Essais  | Marque  | Notes |
| Rang               | Athlète            | Pays             | 1       | 2       | 3       | 4       | 5       | 6       | Marque  | Notes |
| ------------------ | ------------------ | ---------------- | ------- | ------- | ------- | ------- | ------- | ------- | ------- | ----- |
| Médaille d'or      | Joe Kovacs         | États-Unis       | 21,23 m | 20,48 m | x       | 21,67 m | 21,93 m | 21,66 m | 21,93 m |       |
| Médaille d'argent  | David Storl        | Allemagne        | x       | 21,46 m | x       | 20,44 m | 21,74 m | 21,28   | 21,74 m |       |
| Médaille de bronze | O'Dayne Richards   | Jamaïque         | x       | 20,79 m | 21,69 m | x       | 20,54 m | x       | 21,69 m | =NR   |
| 4                  | Tomas Walsh        | Nouvelle-Zélande | 20,05 m | x       | 20,64 m | 21,58 m | 21,01 m | x       | 21,58 m | AR    |
| 5                  | Reese Hoffa        | États-Unis       | 20,61 m | 20,72 m | x       | 20,31 m | 21,00 m | x       | 21,00 m |       |
| 6                  | Tomasz Majewski    | Pologne          | 20,57 m | 20,82 m | 20,17 m | 20,59 m | 20,50 m | x       | 20,82 m | SB    |
| 7                  | Asmir Kolašinac    | Serbie           | x       | 20,11 m | 20,36 m | x       | x       | 20,71 m | 20,71 m |       |
| 8                  | Jacko Gill         | Nouvelle-Zélande | 19,99 m | 20,11 m | 19,54 m | 19,44 m | 19,54 m | 19,49 m | 20,11 m |       |
| 9                  | Germán Lauro       | Argentine        | 19,70 m | x       | x       |         |         |         | 19,70 m |       |
| 10                 | Jan Marcell        | Tchéquie         | x       | 19,00 m | 19,69 m |         |         |         | 19,69 m |       |
| 11                 | Inderjeet Singh    | Inde             | 19,52 m | x       | 18,68 m |         |         |         | 19,52 m |       |
|                    | Christian Cantwell | États-Unis       |         |         |         |         |         |         | DNS     |       |

### Qualifications
Qualification pour la finale : 20,65 m (Q) ou au moins les 12 meilleures performances (q)
| Classement | Groupe | Nom                | Nationalité         | 1er essai | 2e essai | 3e essai | Résultat | Notes |
| ---------- | ------ | ------------------ | ------------------- | --------- | -------- | -------- | -------- | ----- |
| 1          | A      | Joe Kovacs         | États-Unis          | 20,28 m   | 21,36 m  |          | 21,36 m  | Q     |
| 2          | B      | David Storl        | Allemagne           | 21,26 m   |          |          | 21,26 m  | Q     |
| 3          | A      | Reese Hoffa        | États-Unis          | 20,75 m   |          |          | 20,75 m  | Q     |
| 4          | B      | Germán Lauro       | Argentine           | 20,64 m   | x        |          | 20,64 m  | q     |
| 5          | B      | Christian Cantwell | États-Unis          | 19,61 m   | x        | 20,63 m  | 20,63 m  | q     |
| 6          | B      | O'Dayne Richards   | Jamaïque            | 20,55 m   | 20,01 m  | x        | 20,55 m  | q     |
| 7          | A      | Tomas Walsh        | Nouvelle-Zélande    | x         | 20,49 m  | 20,31 m  | 20,49 m  | q     |
| 8          | A      | Inderjeet Singh    | Inde                | 19,15 m   | x        | 20,47 m  | 20,47 m  | q     |
| 9          | A      | Asmir Kolašinac    | Serbie              | 19,35 m   | 20,37 m  | 20,22 m  | 20,37 m  | q     |
| 10         | A      | Tomasz Majewski    | Pologne             | 20,13 m   | 20,11 m  | 20,34 m  | 20,34 m  | q     |
| 11         | A      | Jan Marcell        | Tchéquie            | 20,32 m   | 19,47 m  | x        | 20,32 m  | q     |
| 12         | B      | Jacko Gill         | Nouvelle-Zélande    | 19,93 m   | 19,94 m  | 19,79 m  | 19,94 m  | q     |
| 13         | B      | Jordan Clarke      | États-Unis          | 19,29 m   | 19,88 m  | 19,89 m  | 19,89 m  |       |
| 14         | A      | Bob Bertemes       | Luxembourg          | 19,87 m   | 19,60 m  | 19,64 m  | 19,87 m  | NR    |
| 15         | A      | Darlan Romani      | Brésil              | 19,86 m   | 19,06 m  | 19,41 m  | 19,86 m  |       |
| 16         | A      | Aleksandr Lesnoy   | Russie              | 19,29 m   | 19,78 m  | x        | 19,78 m  |       |
| 17         | B      | Andrei Gag         | Roumanie            | x         | 19,74 m  | x        | 19,74 m  |       |
| 18         | A      | Mostafa Amr Hassan | Égypte              | 18,97 m   | 19,42 m  | 19,65 m  | 19,65 m  |       |
| 19         | B      | Tomáš Stanek       | Tchéquie            | 19,64 m   | 19,05 m  | x        | 19,64 m  |       |
| 20         | B      | Tim Nedow          | Canada              | 19,41 m   | x        | 19,63 m  | 19,63 m  |       |
| 21         | B      | Franck Elemba      | République du Congo | 18,59 m   | 19,40 m  | 19,28 m  | 19,40 m  |       |
| 22         | B      | Maksim Sidorov     | Russie              | x         | 19,35 m  | 19,28 m  | 19,35 m  |       |
| 23         | B      | Marin Premeru      | Croatie             | x         | 19,33 m  | x        | 19,33 m  |       |
| 24         | A      | Borja Vivas        | Espagne             | 18,88 m   | 19,19 m  | 19,28 m  | 19,28 m  |       |
| 25         | A      | Jaco Engelbrecht   | Afrique du Sud      | 19,04 m   | x        | x        | 19,04 m  |       |
| 26         | A      | Tsanko Arnaudov    | Portugal            | 18,01 m   | 18,85 m  | x        | 18,85 m  |       |
| 27         | B      | Orazio Cremona     | Afrique du Sud      | x         | 18,63 m  | x        | 18,63 m  |       |
| 28         | B      | Hamza Alić         | Bosnie-Herzégovine  | x         | 18,62 m  | x        | 18,62 m  |       |
|            | B      | Konrad Bukowiecki  | Pologne             | x         | x        | x        | NM       |       |
|            | B      | Georgi Ivanov      | Bulgarie            | x         | x        | x        | NM       |       |
|            | A      | Kemal Mešić        | Bosnie-Herzégovine  |           |          |          | DNS      |       |

## Légende
Records et Performances
- AR : Record continental (area record)
- CR : Record des championnats (championship record)
- MR : Record du meeting (meet record)
- NR : Record national (national record)
- OR : Record olympique (olympic record)
- PR : Record paralympique (paralympic record)
- PB : Record personnel (personal best)
- SB : Meilleure performance personnelle de la saison (season's best)
- WL : Meilleure performance mondiale de l'année (world leader)
- WJR : Record du monde junior (world junior record)
- WR : Record du monde (world record)

Circonstances et Conditions
- DNF : N'a pas terminé (did not finish)
- DNS : N'a pas pris le départ (did not start)
- DQ : Disqualification (disqualification)
- NM : Aucun essai valable enregistré (No Mark)
- Q : Qualifié « directement » au prochain tour (ou à la prochaine compétition), lors d'une compétition majeure, grâce au classement ou à la réalisation des minima (automatic qualifier)
- q : Qualifié au prochain tour (ou à la prochaine compétition), lors d'une compétition majeure, grâce au repêchage ou à la réalisation de l'une des meilleures performances parmi celles des « non qualifiés directement » (grâce au meilleur temps ou à la meilleure distance par exemple) (secondary qualifier)